# Combretum nigricans
Espèce
Synonymes
- Combretum nigricans var. elliotii (Engl. & Diels) Aubrév.[1]

Combretum nigricans est une espèce de plantes à fleurs de la famille des Combretaceae et du genre Combretum. C'est un arbuste ou un arbre présent en Afrique tropicale.

## Description
C'est un arbuste ou un arbre décidu, d'une hauteur de 4 à 10 m.

## Distribution
L'espèce est présente en Afrique tropicale, de la Gambie au Soudan, particulièrement au Burkina Faso, au Mali, au Nigeria et au Niger.

## Habitat
On la rencontre dans la savane arborée et en lisière de la forêt galerie.

## Utilisation
À partir de la tige on fabrique une gomme comestible, qui peut parfois être utilisée de la même façon que la gomme arabique, qui est un émulsifiant, un stabilisateur et fixateur d'arômes. On utilise les feuilles pour préparer une infusion d'usage courant. La plante contient des tanins qui permettent de fabriquer de l'encre.
Le bois est dur, assez résistant. On s'en sert pour les manches d'outils, les poteaux, les pilons. Il produit du bois de chauffe et du charbon de bois d'assez bonne qualité
Combretum nigricans est une plante médicinale. Avec ses feuilles on traite diverses pathologies : troubles digestifs, notamment la diarrhée, maladies mentales, maux de tête, jaunisse, rhumatismes.

## Liste des variétés
Selon The Plant List (27 juin 2020) :
- variété Combretum nigricans var. elliotii (Engl. & Diels) Aubrév.

Selon Tropicos (27 juin 2020) (Attention liste brute contenant possiblement des synonymes) :
- variété Combretum nigricans var. elliotii (Engl. & Diels) Aubrév.
- variété Combretum nigricans var. nigricans